# Coccoloba barbadensis
Coccoloba barbadensi, llamada popularmente uben amigo, es una especie del género Coccoloba  perteneciente a la familia Polygonaceae.

## Descripción
Es un árbol que alcanza un tamaño de hasta 18 m de altura. El tronco es corto y recto, del que nacen muchas ramas colgantes, es de copa redonda, y densa. Las hojas están colocadas en espiral y miden de 10 a 20 cm de largo y 3.5 a 5.5 de ancho. Los grupos de flores se encuentran en espigas terminales rojas o color crema verdoso. El fruto es ovoide, con una semilla.

## Distribución y hábitat
Originario de América tropical. Habita en clima cálido entre los 0 y los 750 m s. n. m. Asociado a vegetación perturbada en dunas costeras, bosque tropical caducifolio, bosque de encino y mixto de pino-encino.

## Propiedades
En Michoacán y Guerrero, para curar al enfermo de garrotillo le dan baños con el agua donde se han cocido las hojas del uvero junto con la corteza del colorado (Bursera simaruba), además de practicarle masajes enérgicos en la nuca y la espalda.[cita requerida]
Asimismo, se emplea para combatir el frío en el estómago, padecimiento que se caracteriza por dolor de cabeza, calentura en las piernas y expulsión de moco al evacuar. Con este fin se aplican lavados intestinales con el cocimiento de las hojas del uvero y las de laurel (Litsea glaucescens).

## Taxonomía
Coccoloba barbadensi fue descrita por  Nikolaus Joseph von Jacquin y publicado en Enumeratio Systematica Plantarum, quas in insulis Caribaeis 36. 1760.
Sinonimia
- Coccoloba barbadensis var. mexicana Meisn.
- Coccoloba jurgensenii Lindau
- Coccoloba mayana Lundell
- Coccoloba oaxacensis H.Gross
- Coccoloba petenensis Lundell
- Coccoloba schiedeana Lindau
- Uvifera barbadensis Kuntze
- Uvifera jurgensenii Kuntze[3]

## Nombres comunes
Se conoce comúnmente como buen amigo, tamalero, uvero, jobero, toco, hoja dura.